# Contusus richei
Contusus richei és una espècie de peix de la família dels tetraodòntids i de l'ordre dels tetraodontiformes.

## Morfologia
- Els mascles poden assolir 25,4 cm de longitud total.[1][2]

## Hàbitat
És un peix marí, de clima temperat i demersal que viu entre 1-50 m de fondària.

## Distribució geogràfica
Es troba al sud d'Austràlia i Nova Zelanda.

## Observacions
És inofensiu per als humans.